# Cúp bóng đá Bỉ
Cúp bóng đá Bỉ (tiếng Pháp: Coupe de Belgique, tiếng Hà Lan: Beker van België, tiếng Đức: Belgischer Fußballpokal) là giải bóng đá loại trực tiếp chính ở Bỉ, do Hiệp hội bóng đá Hoàng gia Bỉ điều hành. Giải bắt đầu vào năm 1908 với các cuộc tuyển chọn cấp tỉnh với tên gọi "Cúp các tỉnh của Bỉ". Từ năm 1912, chỉ các câu lạc bộ thực tế mới được phép tham gia. Kể từ năm 1964 Cúp bóng đá Bỉ được tổ chức hàng năm. Từ mùa giải 2015–16 Cúp bóng đá Bỉ được gọi là Croky Cup vì lý do tài trợ. Theo truyền thống, trận chung kết diễn ra tại Sân vận động Heysel ở Brussels.
Câu lạc bộ thành công nhất là Club Brugge với 12 cúp quốc gia Bỉ. Đội chiến thắng đủ điều kiện tham dự UEFA Europa League và Siêu cúp Bỉ.

## Các trận chung kết
| Năm  | Vô địch                       | Hạng nhì                    | Tỷ số                         |
| ---- | ----------------------------- | --------------------------- | ----------------------------- |
| 1912 | Racing Club de Bruxelles      | Racing Club de Gand         | 1 - 0                         |
| 1913 | Union Saint-Gilloise          | C.S. Brugeois               | 3 - 2                         |
| 1914 | Union Saint-Gilloise          | F.C. Brugeois               | 2 - 1                         |
| 1927 | R.C.S. Brugeois               | Tubantia F.A.C.             | 2 - 1                         |
| 1935 | Daring Club de Bruxelles S.R. | K.M. Lyra                   | 3 - 2                         |
| 1954 | R. Standard Club Liégeois     | R.C. Mechelen K.M.          | 3 - 1                         |
| 1955 | R. Antwerp F.C.               | K. Waterschei S.V. Thor     | 4 - 0                         |
| 1956 | R.R.C. Tournaisien            | R.C.S. Verviétois           | 2 - 1                         |
| 1964 | A.R.A. La Gantoise            | K.F.C. Diest                | 4 - 2 (hiệp phụ)              |
| 1965 | R.S.C. Anderlecht             | R. Standard Club Liégeois   | 3 - 2 (hiệp phụ)              |
| 1966 | R. Standard Club Liégeois     | R.S.C. Anderlecht           | 1 - 0                         |
| 1967 | R. Standard Club Liégeois     | K.V. Mechelen               | 3 - 1 (hiệp phụ)              |
| 1968 | Club Brugge K.V.              | R. Beerschot A.C.           | 1 - 1 (hiệp phụ); 8 - 6 (11m) |
| 1969 | K. Lierse S.K.                | R. Racing White             | 2 - 0                         |
| 1970 | Club Brugge K.V.              | R. Daring Club de Bruxelles | 6 - 1                         |
| 1971 | K. Beerschot V.A.V.           | K. Sint-Truidense V.V.      | 2 - 1 (hiệp phụ)              |
| 1972 | R.S.C. Anderlecht             | R. Standard Club Liégeois   | 1 - 0                         |
| 1973 | R.S.C. Anderlecht             | R. Standard de Liège        | 2 - 1                         |
| 1974 | K.S.V. Waregem                | K.S.K. Tongeren             | 4 - 1                         |
| 1975 | R.S.C. Anderlecht             | R. Antwerp F.C.             | 1 - 0                         |
| 1976 | R.S.C. Anderlecht             | K. Lierse S.K.              | 4 - 0                         |
| 1977 | Club Brugge K.V.              | R.S.C. Anderlecht           | 4 - 3                         |
| 1978 | K.S.K. Beveren                | R. Charleroi S.C.           | 2 - 0                         |
| 1979 | K. Beerschot V.A.V.           | Club Brugge K.V.            | 1 - 0                         |
| 1980 | K.S.V. Waterschei Thor Genk   | K.S.K. Beveren              | 2 - 1                         |
| 1981 | R. Standard de Liège          | K.S.C. Lokeren              | 4 - 0                         |
| 1982 | K.S.V. Waterschei Thor Genk   | K.S.V. Waregem              | 2 - 0                         |
| 1983 | K.S.K. Beveren                | Club Brugge K.V.            | 3 - 1                         |
| 1984 | K.A.A. Gent                   | R. Standard de Liège        | 2 - 0                         |
| 1985 | Cercle Brugge K.S.V.          | K.S.K. Beveren              | 1 - 1 (hiệp phụ); 5 - 4 (11m) |
| 1986 | Club Brugge K.V.              | Cercle Brugge K.S.V.        | 3 - 0                         |
| 1987 | K.V. Mechelen                 | R.F.C. Liégeois             | 1 - 0                         |
| 1988 | R.S.C. Anderlecht             | R. Standard de Liège        | 2 - 0                         |
| 1989 | R.S.C. Anderlecht             | R. Standard de Liège        | 2 - 0                         |
| 1990 | R.F.C. Liégeois               | K.F.C. Germinal Ekeren      | 2 - 1                         |
| 1991 | Club Brugge K.V.              | K.V. Mechelen               | 3 - 1                         |
| 1992 | R. Antwerp F.C.               | K.V. Mechelen               | 2 - 2 (hiệp phụ); 9 - 8 (11m) |
| 1993 | R. Standard de Liège          | R. Charleroi S.C.           | 2 - 0                         |
| 1994 | R.S.C. Anderlecht             | Club Brugge K.V.            | 2 - 0                         |
| 1995 | Club Brugge K.V.              | K.F.C. Germinal Ekeren      | 3 - 1                         |
| 1996 | Club Brugge K.V.              | Cercle Brugge K.S.V.        | 2 - 1                         |
| 1997 | K.F.C. Germinal Ekeren        | R.S.C. Anderlecht           | 4 - 2 (hiệp phụ)              |
| 1998 | K.R.C. Genk                   | Club Brugge K.V.            | 4 - 0                         |
| 1999 | K. Lierse S.K.                | R. Standard de Liège        | 3 - 1                         |
| 2000 | K.R.C. Genk                   | R. Standard de Liège        | 4 - 1                         |
| 2001 | K.V.C. Westerlo               | K.F.C. Lommel S.K.          | 1 - 0                         |
| 2002 | Club Brugge K.V.              | R.E. Mouscron               | 3 - 1                         |
| 2003 | R.A.A. Louviéroise            | K. Sint-Truidense V.V.      | 3 - 1                         |
| 2004 | Club Brugge K.V.              | K.S.K. Beveren              | 4 - 2                         |
| 2005 | K.F.C. Germinal Beerschot     | Club Brugge K.V.            | 2 - 1                         |
| 2006 | S.V. Zulte-Waregem            | R.E. Mouscron               | 2 - 1                         |
| 2007 | Club Brugge                   | Standard Liege              | 1 - 0                         |
| 2008 | R.S.C. Anderlecht             | K.A.A. Gent                 | 3 - 2                         |
| 2009 | K.R.C. Genk                   | Y.R. K.V. Mechelen          | 2 - 0                         |
| 2010 | K.A.A. Gent                   | Cercle Brugge K.S.V.        | 3 - 0                         |
| 2011 | R. Standard Club Liégeois     | K.V.C. Westerlo             | 2 - 0                         |
| 2012 | K.S.C. Lokeren                | K.V. Kortrijk               | 1 - 0                         |
| 2013 | K.R.C. Genk                   | Cercle Brugge K.S.V.        | 2 - 0                         |
| 2014 | K.S.C. Lokeren                | S.V. Zulte Waregem          | 1 - 0                         |
| 2015 | Club Brugge K.V.              | R.S.C. Anderlecht           | 2–1                           |
| 2016 | Standard Liege                | Club Brugge K.V.            | 2–1                           |
| 2017 | S.V. Zulte Waregem            | Club Brugge K.V.            | 3–3 (hp); 4–2 (pen)           |
| 2018 | Standard Liege                | K.R.C. Genk                 | 1–0 (hp)                      |
| 2019 |                               |                             |                               |

## Thống kê theo câu lạc bộ
| Câu lạc bộ           | Số lần đoạt cúp | Hạng nhì | Năm vô địch                                                     |
| -------------------- | --------------- | -------- | --------------------------------------------------------------- |
| Club Brugge          | 11              | 7        | 1968, 1970, 1977, 1986, 1991, 1995, 1996, 2002, 2004, 2007,2015 |
| Anderlecht           | 9               | 4        | 1965, 1972, 1973, 1975, 1976, 1988, 1989, 1994, 2008            |
| Standard Liège       | 8               | 9        | 1954, 1966, 1967, 1981, 1993, 2011,2016,2018                    |
| Genk                 | 4               | 1        | 1998, 2000, 2009, 2013                                          |
| Gent                 | 3               | 1        | 1964, 1984, 2010                                                |
| Cercle Brugge        | 2               | 5        | 1927, 1985                                                      |
| Beveren              | 2               | 3        | 1978, 1983                                                      |
| Germinal Beerschot   | 2               | 2        | 1997, 2005                                                      |
| Antwerp              | 2               | 1        | 1955, 1992                                                      |
| Lierse               | 2               | 1        | 1969, 1999                                                      |
| Beerschot            | 2               | 1        | 1971, 1979                                                      |
| Waterschei           | 2               | 1        | 1980, 1982                                                      |
| Union Saint-Gilloise | 2               | 0        | 1913, 1914                                                      |
| KV Mechelen          | 1               | 4        | 1987                                                            |
| Daring de Bruxelles  | 1               | 1        | 1935                                                            |
| FC Liégeois          | 1               | 1        | 1990                                                            |
| Waregem              | 1               | 1        | 1974                                                            |
| Westerlo             | 1               | 1        | 2001                                                            |
| K.S.C. Lokeren       | 1               | 1        | 2012                                                            |
| Racing de Bruxelles  | 1               | 0        | 1912                                                            |
| La Louvière          | 1               | 0        | 2003                                                            |
| R.R.C. Tournaisien   | 1               | 0        | 1956                                                            |
| Zulte-Waregem        | 2               | 1        | 2006,2017                                                       |